# Джордж Бідделл Ері
Джордж Бідделл Ері (часто Ейрі, англ. Sir George Biddell Airy; 27 липня 1801, Алнік, Нортумберленд, Англія, Британська імперія — 2 січня 1892, Лондон, Великий Лондон, Англія, Британська імперія) — англійський астроном, член Лондонського королівського товариства (1836).

## Життєпис
Джордж Бідделл Ері народився в Олнвіку (Нортумберленд). 1823 року закінчив Кембриджський університет і до 1835 року працював у ньому (з 1826 — лукасівський професор математики, з 1828 року — професор астрономії і директор Кембриджської обсерваторії). У 1835—1881 — директор Гринвіцької обсерваторії — королівський астроном.
Основні наукові роботи належать до небесної механіки, практичної астрономії та оптики. Розробив спосіб визначення паралаксу Сонця і метод визначення апекса його руху. Обробив спостереження Місяця і планет, здійснені в Гринвіцькій обсерваторії протягом 1750—1830; знайшов нову нерівність у рухах Венери і Землі, покращив сонячні таблиці. 1847 року вдосконалив теорію припливів Лапласа. 1855 року визначив густину і масу Землі за допомогою маятника, встановленого на поверхні і в глибині шахти. 1886 року опублікував новий метод, за допомогою якого намагався виправити теорію руху Місяця. 1839 року винайшов компенсатор суднового компаса, розробив метод дослідження цапф (метод Ері). 1834 року вперше розробив теорію дифракції світла в об'єктивах телескопів. «Диском Ері» називають світле коло у центрі дифракційної картини зображення зорі. 1836 року запропонував сучасну теорію веселки. Виявив явище астигматизму людського ока і ввів у вжиток циліндрично-сферичні лінзи для виправлення цього дефекту зору.
Він відіграв значну роль у розвитку Гринвіцької обсерваторії. Перетворив методику спостережень, що здійснювалися в обсерваторії, і їх обробки. Оновив і розширив інструментальне обладнання (сам сконструював низку інструментів), створив відділи Сонця, магнетизму й метеорології. Керував підготовкою та науковою роботою англійських експедицій зі спостережень проходжень Венери над диском Сонця 1874 та 1882 років.

## Почесті та вшанування пам'яті
- Обирався президентом Лондонського королівського астрономічного товариства чотири рази, загалом на сім років  (1835–37, 1849–51, 1853–55, 1863–64). Жодна інша особа не була президентом більше чотирьох разів (рекорд, яким він ділиться з Френсісом Бейлі)[3].
- Іноземний почесний член  Американської академії мистецтв і наук (1832)[4].
- Лауреат премії Лаланда з астрономії Французької академії наук, 1834
- Член Американського філософського товариства (1879)[5]
- Марсіанський кратер Ейрі) названо на його честь[6][7].
- Місячний кратер Ейрі названо на його честь[8].
- Функція Ейрі, Кільця Ейрі та Точки Ейрі(інші мови) названо на його честь.
- Медаль Коплі Лондонського королівського товариства (1831).
- Дві Золоті медалі Лондонського королівського астрономічного товариства (1833, 1846).

## Окремі публікації
- (1826) Mathematical Tracts on Physical Astronomy
- (1828) On the Lunar Theory, The Figure of the Earth, Precession and Nutation, and Calculus of Variations
- (1834) Gravitation: an Elementary Explanation of the Principal Perturbations in the Solar System (Full text at Internet Archive)
- (1839) Experiments on Iron-built Ships, instituted for the purpose of discovering a correction for the deviation of the Compass produced-by the Iron of the Ships
- (1848 [1881, 10th edition]) Popular Astronomy: A Series of Lectures Delivered at Ipswich (Full text at Wikisource)
- (1855) A Treatise on Trigonometry (Full text at Google Books)
- (1861) On the Algebraic and Numerical Theory of Errors of Observations and the Combination of Observations.
- (1866) An Elementary Treatise on Partial Differential Equations (Full text at Internet Archive)
- (1868) On Sound and Atmospheric Vibrations with the Mathematical Elements of Music (Full text [Архівовано 2 лютого 2022 у Wayback Machine.] at MPIWG)
- (1870) A Treatise on Magnetism (Full text at Google Books)